# 百瀬啓一郎
百瀬 啓一郎（ももせ けいいちろう、1950年 - ）はニューヨーク在住の彫刻家。主に石材を用いた作品を残している。1996年鳥取県米子市にて開催された第5回米子彫刻シンポジュームの作品である「塚」は米子市加茂川遊歩道沿いに現在も展示されている。

## 経歴
- 1950 長野県に生まれる
- 1980 東京芸術大学大学院博士課程修了[要検証 – ノート]
- 1980-88 アート・スチューデント・リーグ・オブ・ニューヨーク在籍
- 1994 スナッグ・ハーバー野外彫刻展出品（スタッテンアイランド、ニューヨーク）

2011年3月現在ニューヨーク在住。ニューヨーク育英学園教諭。